# Tomcat Courtney
Thomas Clarence „Tomcat“ Courtney (* 22. Januar 1929 in Marlin, Texas, USA; † 11. Januar 2021 in San Diego) war ein US-amerikanischer Bluesmusiker (Gitarre, Mundharmonika, Gesang) und Songwriter.

## Biografie
Geboren am 22. Januar 1929 in Marlin (Texas), wuchs Courtney auf einer Baumwollfarm in Downsville (Texas) auf, wo sein Vater neben seinem Job als Baumwollpflücker einen Juke Joint betrieb. Als Kind sah Courtney Musiker wie Blind Willie Johnson, Robert Johnson, Lightnin’ Hopkins, Tampa Red und Sonny Boy Williamson I. bei Auftritten. Er begann, Mundharmonika zu spielen, später dann Gitarre. Mit 14 Jahren schloss er sich einem Wanderzirkus an, um in dessen Minstrel Show Stepptanz vorzuführen, den er übte, seit er zuvor Bojangles in Waco tanzen gesehen hatte.
Ende der 1950er Jahre spielte er in Los Angeles in der Band von Bobby „Blue“ Bland Gitarre. Anfang der 1970er Jahre kam er nach San Diego, wo mehr als zwei Jahrzehnte lang wöchentlich mit seiner Band The Bluesdusters im Texas Teahouse in Ocean Beach auftrat. An den anderen Wochentagen hatte er Auftritte an unterschiedlichen Orten. Mehrmals war er in Europa auf Tour.
Eine erste Aufnahme Courtneys erschien 1974 auf dem Sampler San Diego Blues Jam. Im Laufe der Jahre erstellte er eigene CDs, die er bei seinen Auftritten verkaufte. 2000 erschien sein Song Shake It Up Baby auf dem Album I Better Move On … von Len Rainey & the Midnight Players. 2008 veröffentlichte Courtney sein erstes US-weit vertriebenes Album Downsville Blues. 2010 trat er beim Montreux Jazz Festival in der Schweiz auf und wurde wenig später in die California Blues Hall of Fame aufgenommen.
Neben anderen Auszeichnungen erhielt Courtney 2010 einen San Diego Music Award in der Kategorie „Best Blues“, 2014 dann in der Kategorie „Lifetime Acievement“. Tomcat Courtney starb am 11. Januar 2021 im Alter von 91 Jahren an den Folgen einer COVID-19-Erkrankung.

## Diskografie
- 2008: Downsville Blues (Blue Witch Records)
- 2011: Sundown San Diego
- 2012: Foot Stompin’ (Truax)
- 2016: House Party at Big Jon’s (Delta Groove Music) – Big Jon Atkinson & Bob Corritore with Special Guests Willie Buck, Alabama Mike, Dave Riley, Tomcat Courtney
- 2022: Down Home Blues Revue (SWMAF Records) – Bob Corritore & Friends